# Castrocaro Terme e Terra del Sole
Castrocaro Terme e Terra del Sole ist eine italienische Gemeinde (comune) mit 6449 Einwohnern (Stand 31. Dezember 2023) in der Provinz Forlì-Cesena, Region Emilia-Romagna.

## Geographie
Die Streugemeinde liegt 60 km südöstlich von Bologna und 10 km südwestlich von Forlì. Die Ortsteile sind Pieve Salutare, Terra del Sole und Villa Rovere. Die Nachbargemeinden sind Brisighella (RA), Dovadola, Forlì, Modigliana und Predappio.
Bei Terra del Sole steht eine Festung, die die Medici zum Schutz der Straße nach Florenz erbauten.

## Weblinks

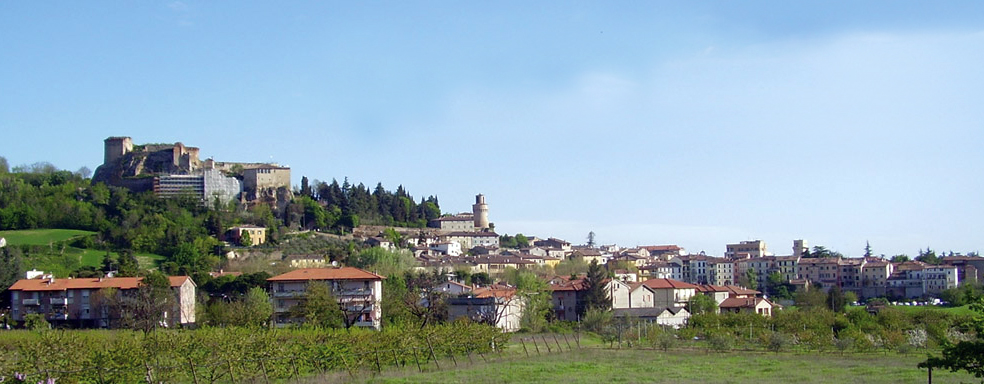
Castrocaro Terme
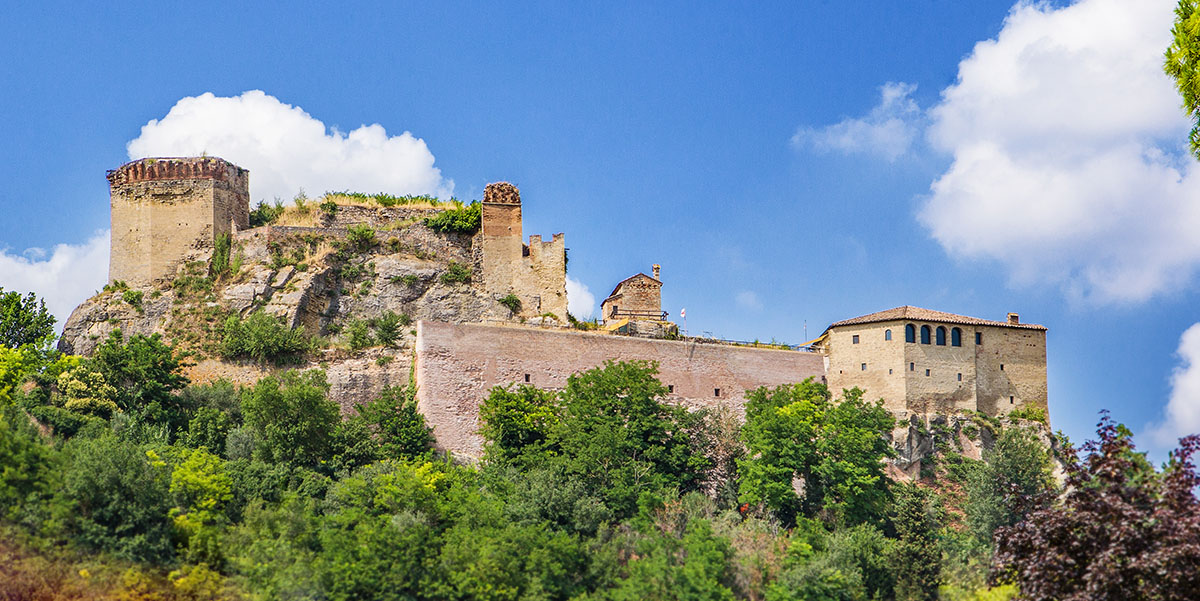
Rocca di Montepoggiolo
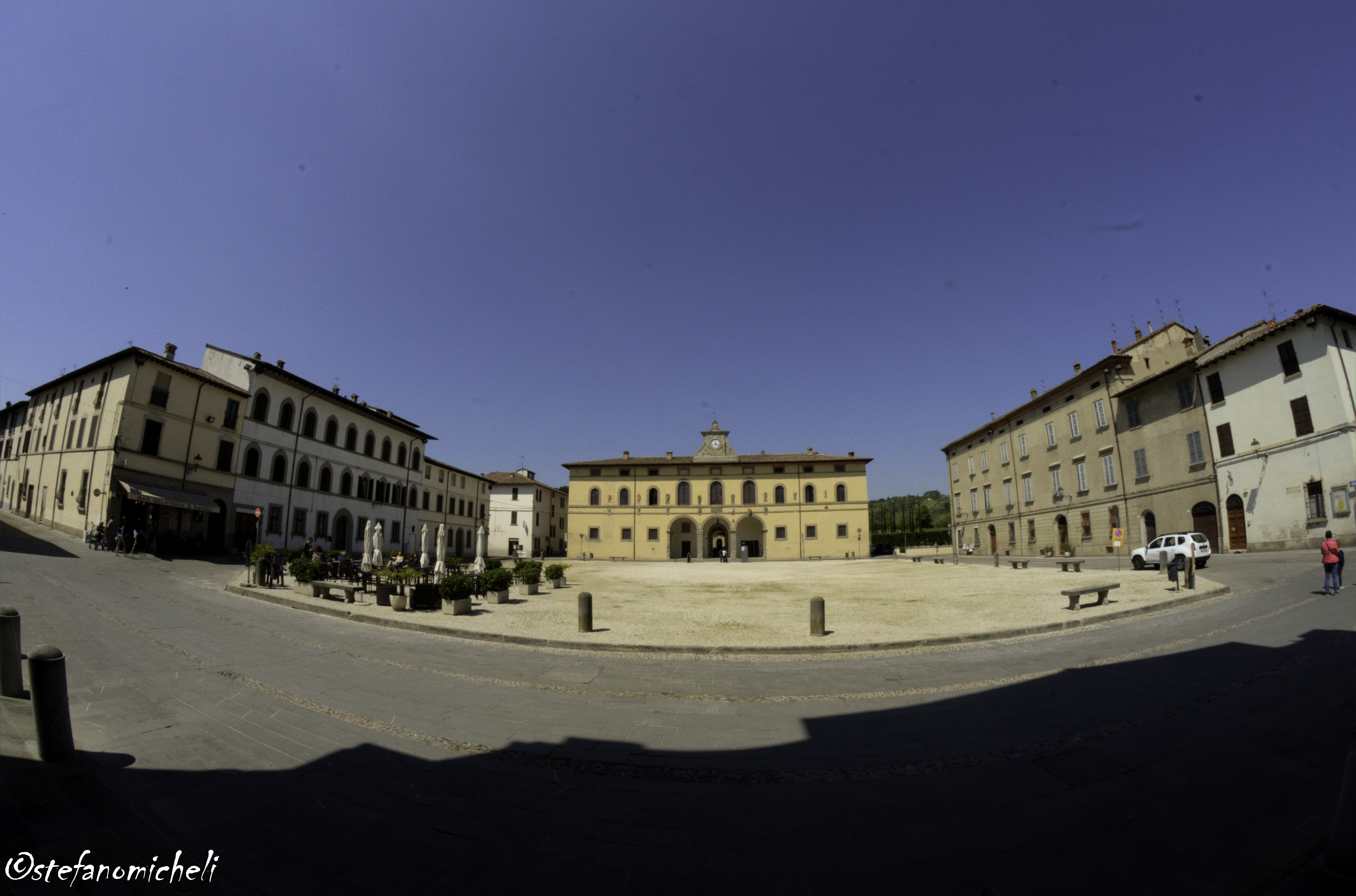
Piazza d’Armi mit dem Palazzo dei Commissari o del Pretorio in Terra del Sole
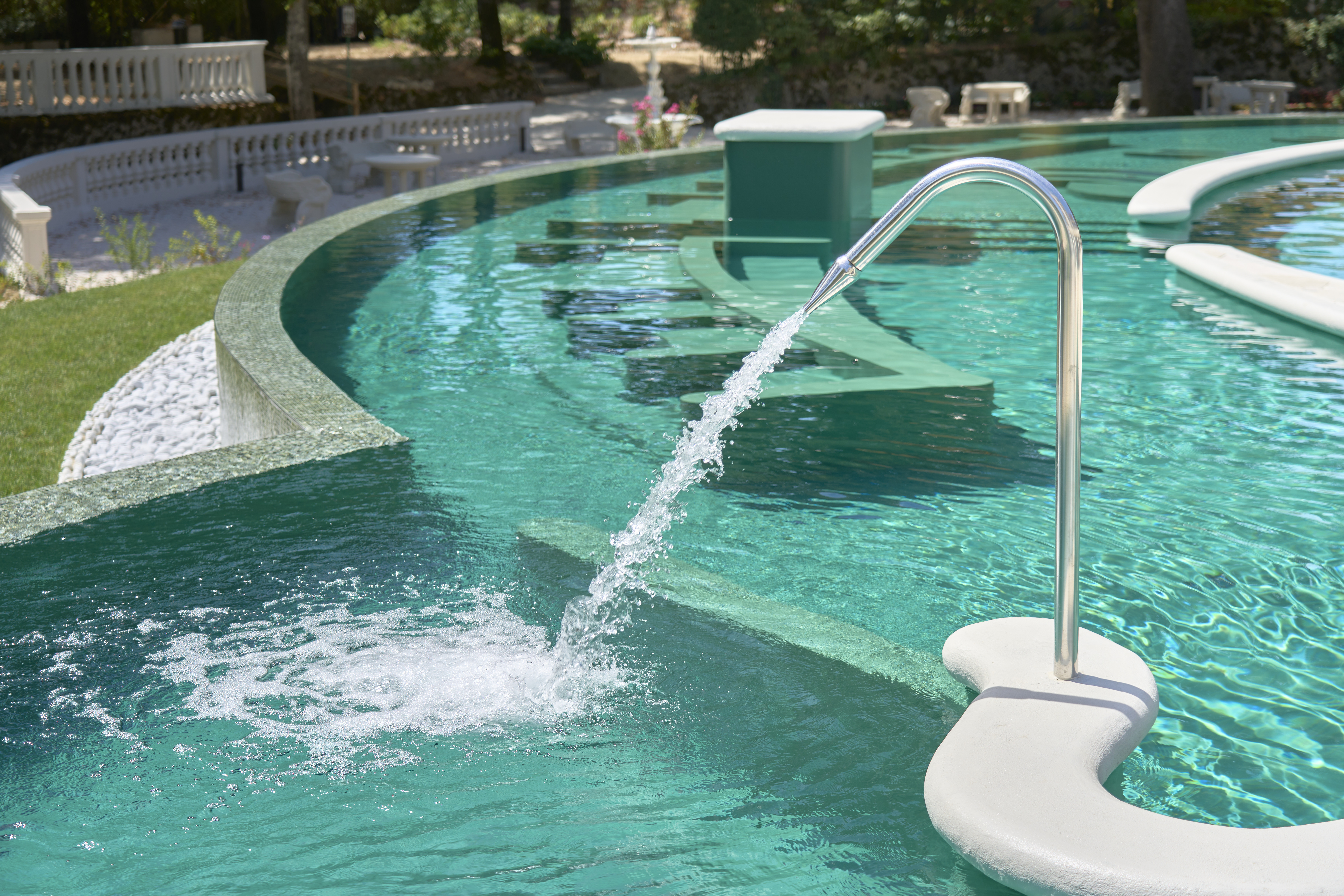
Terme Castrocaro